# São Vicente (Brazylia)
São Vicente – miasto w południowo-wschodniej Brazylii (stan São Paulo), nad Oceanem Atlantyckim.
Liczba mieszkańców w 2006 roku wynosiła 368 355.
W mieście rozwinął się przemysł szklarski oraz skórzany.

## Miasta partnerskie
- Naha, Japonia